# Juszkiewicze (obwód grodzieński)
Juszkiewicze (biał. Юшкавічы; ros. Юшковичи) – wieś na Białorusi, w obwodzie grodzieńskim, w rejonie świsłockim, w sielsowiecie Werdomicze.
W dwudziestoleciu międzywojennym leżały w Polsce, w województwie białostockim, w powiecie wołkowyskim, w gminie Świsłocz.